# グルジャ市
グルジャ市（グルジャし、ウイグル語：غۇلجا شەھىرى　転写：Ghulja shehiri）は、中央アジアの中央部のイリ地方の中心にある市。現在中華人民共和国が統治しており、新疆ウイグル自治区イリ・カザフ自治州に位置する県級市。中国語での名称は伊寧市（イーニンし）、ウイグル語での名称はグルジャ、カザフ語での名称はクルジャ。また、イリ地方の中心でもあるため、話し言葉でイリと呼称されることも多い。
新疆西北部、イリ川河谷内の重要な物資収集散地にして行政や工業の中心。清代にはイリ将軍の駐屯地の一つであり、現在はイリ・カザフ自治州の首府にして新疆生産建設兵団農四師の師部所在地でもある。

## 地理
新疆ウイグル自治区の西、天山山脈の南西側に位置し、イリ河谷中部のオアシス内にある。西には霍城県、北東には伊寧県、南にはチャプチャル・シベ自治県（察布査爾錫伯自治県）がある。南西方向に直線距離が50キロメートルあまりのところではカザフスタン共和国との国境がある。
イリ・カザフ自治州（伊犁哈薩克自治州）は西北部のイリ地区（伊犁地区）、タルバガタイ地区（塔城地区）、アルタイ地区（阿勒泰地区）という三地区を管轄する中国唯一の副省級少数民族自治州である。グルジャはその首府であり、直属の県級市の一つでもある。
都市部人口の中、ウイグル族、漢族、回族、カザフ族、モンゴル族が比較的多く、シベ族、ウズベク族、オロス族（ロシア族）なども定住しており、民族風情が濃厚。その中でウイグル、回、カザフ等の民族の大部分がイスラム教徒である。
グルジャ主要部の地勢は平坦であり、年平均気温が8.4℃、降水量が262mm。都市内には木々が茂り、緑化率は40%以上に達し、「塞外の江南」と称される。温和湿潤な気候と充裕な水資源を使い町の周辺では農業をよく適合発展させた。主な作物には小麦、亜麻、甜菜、煙草などやリンゴ、スイカ、メロンなどの果物がある。また、石炭資源も非常に豊富である。工業には採鉱、紡織、食品、皮革、建材などがある。1990年代から近くのコルガス口岸を通して、カザフスタンなど中央アジア各国との貿易の増大が順調。

## 歴史
漢代、シルクロードの北に位置し、烏孫国の領土となり、西域都護府の指揮に帰した。その後西突厥に属すと同時に唐の北庭都護府に臣従した。南宋は西遼、元代にはチャガタイ・ハン国、清初にはジュンガル部に属した。
乾隆年間に清朝がジュンガルを征服すると、グルジャはイリ将軍の管轄下の新疆の一部となった。1871年ヤクブ・ベクが東トルキスタンに侵攻し、カシュガルで独立を宣言したのに乗じてロシア帝国はグルジャ（固勒扎）すなわち寧遠城を占領してイリ地方を併合した。これに対して清朝は、1881年にロシアとの間でイリ条約を締結し、イリ地方を回復した。光緒年間の1884年に新疆省が設置され、県制が施行されると、グルジャは寧遠県となった。中華民国成立後の1913年には、伊寧県へ改称された。
1944年には、ウイグル人、カザフ人などのテュルク系住民の間で独立運動が起こり、ソ連の支援の下で東トルキスタン共和国が設立された。グルジャは、1949年に同政権が中華人民共和国へ合流するまで同政権の首都となっていた。
1952年はグルジャ市（伊寧市）が伊寧県から分離され、1954年にイリ・カザフ自治州が設置されると、グルジャはその首府となった。

### 東トルキスタン共和国
1944年、グルジャ市内で起きたウイグル人の武装蜂起に、タルバガタイ、アルタイのカザフ人ゲリラ勢力が合流し、中華民国からの独立と東トルキスタン共和国の成立を宣言した。同政権は、中国国民党の新疆省政府と対立し、ソ連の支援の下で1949年まで独立を維持した。しかし、国共内戦を終結させた中国共産党とソ連の協議により、1949年8月に中華人民共和国に合流することとなった。9月には、省政府の国民党勢力も中華人民共和国への服属を表明し、東トルキスタンは中国共産党の統治下に置かれることになった。
しかし、この後も国境に近いイリ・カザフ自治州は、ロシア、ソ連からの影響を受け続け、中ソ対立が激しくなった1960年代には、約6万人のイリ・カザフ自治州在住のウイグル人、カザフ人の農牧民がソ連へと脱出する事件も発生した。

近年では、グルジャは東トルキスタン独立運動が活発な地方の1つとみられる。1997年2月に発生した大規模な騒動では、デモ隊が暴徒化し、漢民族などの一般庶民に攻撃し、数人の死者と数百人の負傷者が出たと伝えられている。一方で、ウイグル独立派やそれに同情する人々が、デモ隊と軍隊が衝突し多くの死傷者が出たと主張している。

## 行政区画
8バシカルミスィ（街道）、4バズィリ（鎮）、5イェズィスィ（郷）を管轄：
- 街道弁事処
  - サイボイ・バシカルミスィ（薩依布依街道）
  - ドゥンメヘレ・バシカルミスィ（墩買里街道）
  - イリ・デルヤシ・ヨリ・バシカルミスィ（伊犁河路街道）
  - カザンチ・バシカルミスィ（喀賛其街道）
  - ドゥレトバグ・バシカルミスィ（都来提巴格街道）
  - チョン・キョウリュク・バシカルミスィ（瓊科瑞克街道）
  - ヘレムバグ・バシカルミスィ（艾蘭木巴格街道）
  - アザトリグ・ヨリ・バシカルミスィ（解放路街道）
- バズィリ（鎮）
  - バヤンダイ・バズィリ（巴彦岱鎮）
  - パンジュム・バズィリ（潘津鎮）
  - イェンギイェル・バズィリ（英也爾鎮）
  - ダルダムトゥ・バズィリ（達達木図鎮）
- イェズィスィ（郷）
  - ハンビン・イェズィスィ（漢賓郷）
  - タシキョウリュク・イェズィスィ（塔什科瑞克郷）
  - カラドゥン・イェズィスィ（哈爾墩郷）
  - トグラク・イェズィスィ（托格拉克郷）
  - ケペクユズィ・イェズィスィ（克伯克于孜郷）

## 文化・観光
清朝のイリ将軍は最初伊寧に駐箚して新疆地区を統治した。後にイリ九城が築かれ、その中の恵遠城（現在の霍城）を将軍駐地として、寧遠城即ち今のグルジャ（伊寧）市は商人の集う場となった。城内外には古跡も比較的多く、イリ将軍府、陝西大寺（回族のモスク）、バイトゥラ・モスク、火龍洞など名勝と宗教建築が多い。
- 全国重点文物保護単位
  - イリ将軍府、ワイス・ハンの廟、バイトゥラ・モスクのミナレット、陝西大寺、三区革命政府旧址、三区革命政府政治文化活動中心旧址

## 交通

### 航空
- イーニン空港

### 鉄道
- 中国鉄路総公司
  - 精伊霍線
    - 伊寧駅

### 道路
- 高速道路
  - 清伊高速道路
- 国道
  - G218国道